# Барба, Мария
Мария Барба или Мария Кандида Евхаристии (итал. Maria Candida dell’Eucaristia, 16 января 1884, Катандзаро — 12 июня 1949, Рагуза, Сицилия) — блаженная Римско-католической церкви, монахиня ордена босых кармелиток, мистик.

## Биография
Мария Барба родилась 16 января 1884 года в Катандзаро в Италии в семье Пьетро Барба и Джованны Флорена. Через два года после рождения дочери родители вернулись на родину в Палермо на Сицилию.
В Палермо Мария получила начальное образование в Колледжио ди Мария аль Джузино, а в 14 лет окончила начальные курсы и три курса младшей магистратуры, после чего по воле родителей была вынуждена прервать обучение.
В июне 1899 года на молитве перед образом Святейшего Сердца Иисуса она почувствовала призвание к монашеской жизни — позже это событие Мария называла своим «преображением». 2 июля того же года, присутствуя на монашеском постриге одной из своих кузин, она приняла окончательное решение поступить в монастырь. Однако, из-за позиции родственников, осуществления своего призвания Мария ждала ещё почти двадцать лет.
25 сентября 1919 года она вступила в монастырь босых кармелиток в Рагузе и 16 апреля 1920 года приняла монашеское облачение, взяв новое имя сестры Марии Кандиды Евхаристии. По завершении новициата 17 апреля 1921 года она принесла временные, а 23 апреля 1924 года — вечные монашеские обеты.
10 ноября 1924 года её избрали в настоятельницы монастыря. С кратким перерывом, во время которого она несла послушания в сакристии и наставницы послушниц, Мария Кандида оставалась настоятельницей до 1947 года. Пережитый мистический опыт Мария подробно описала в своих сочинениях.
За время своего служения Мария Кандида способствовала развитию ордена босых кармелитов на Сицилии, основав в Сиракузах ещё одну обитель, и вернув на остров мужскую ветвь ордена.
Скончалась Мария Кандида 12 июня 1949 года на праздник Пресвятой Троицы.

## Почитание
5 марта 1956 года Франциск Пеннизи - епископ Рагузы благословил епархиальный процесс по её беатификации, который завершил свою работу 28 июня 1962 года. 12 ноября 1970 года мощи подвижницы перенесли с городского кладбища в церковь кармелитов в Рагузе. 
12 июня 1986 года на основании чуда был открыт новый процесс, завершивший свою работу 9 декабря того же года. 9 ноября 1992 года заключения по процессам были предоставлены для обсуждения в Конгрегацию по канонизации святых в Риме.
18 декабря 2000 года Римский Папа Иоанн Павел II провозгласил Марию Кандиду Евхаристии достопочтенной, а 21 марта 2004 года тот же Римский Папа на Пьяцца Сан Пьетро в Риме причислил её к лику блаженных. Литургическая память ей совершается 14 июня.